# Parorthocladius oxyrhynchus
Parorthocladius oxyrhynchus är en tvåvingeart som först beskrevs av Linevich 1963.  Parorthocladius oxyrhynchus ingår i släktet Parorthocladius och familjen fjädermyggor. Inga underarter finns listade i Catalogue of Life.